# Aplosonyx flavipennis
Aplosonyx flavipennis (лат.) — вид жуков-листоедов рода Aplosonyx из подсемейства козявки (Galerucinae, Chrysomelidae). Распространен в Юго-Восточной Азии (Юньнань, Китай). Мелкие жуки (длина тела 8—10 мм). Этот вид можно отличить от других китайских видов по чёрным голове и переднеспинке, и надкрыльям без пятен. Этот вид отличается от A. duvivieri тем, что цвет головы, переднеспинки, щитика и вентральной поверхности груди чёрный. Надкрылья и брюшко жёлтые, голова, антенны, переднеспинка, щитик, ноги и вентральная поверхность торакса чёрные. Щитик треугольный, покрыт мелкими точками. Голова маленькая, лобные бугорки отчётливые, усики тонкие, доходят до середины каждого надкрылья, в целом три базальных антенномера блестящие, антенномер 2 самый короткий, антенномер 3 длиннее антенномера 2, антенномер 4 самый длинный и длиннее антенномеров 2 и 3 вместе взятых. Пронотум шире головы, почти в 2 раза шире её длины.